# Янтарный путь

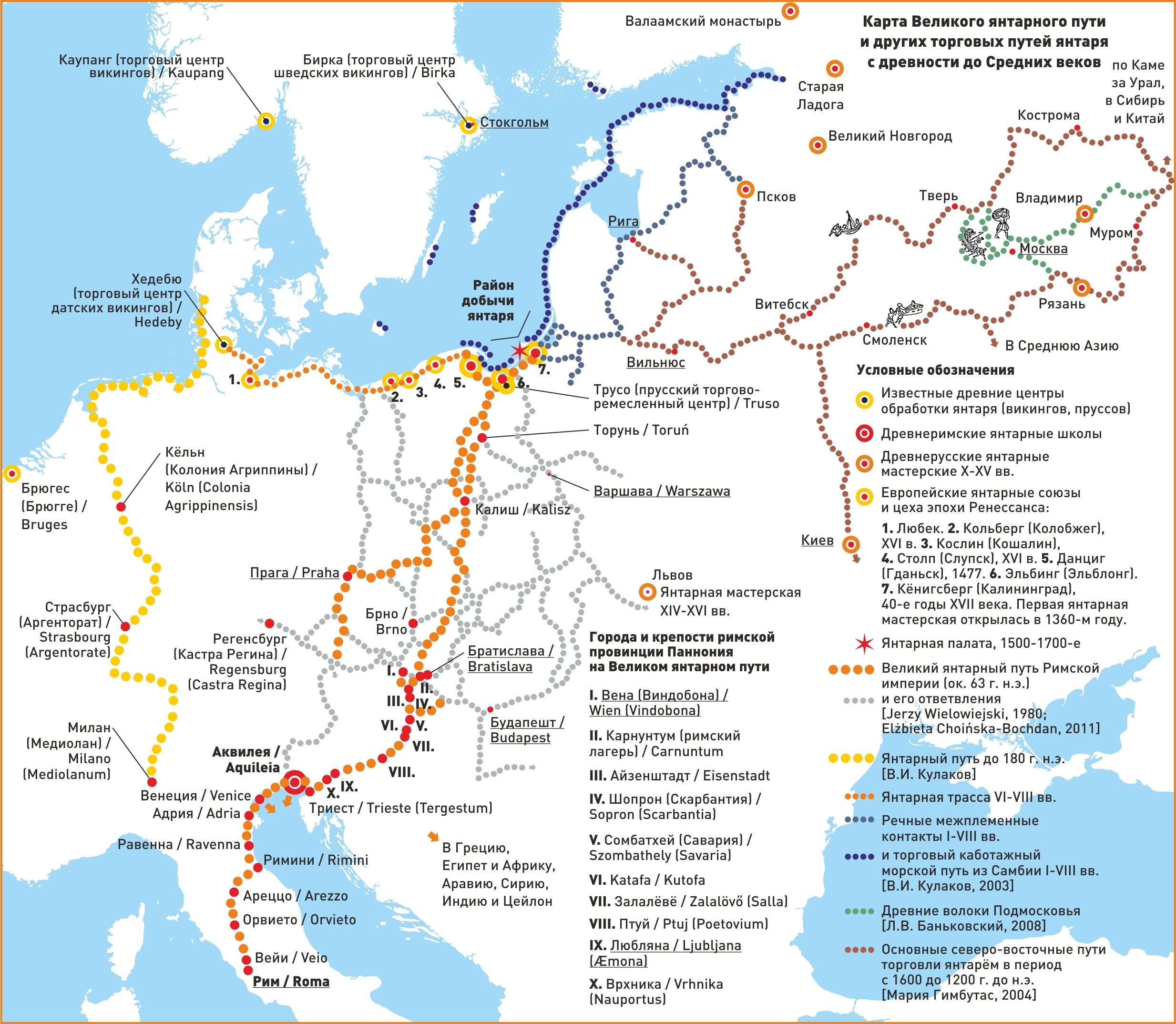
Карта-схема Янтарного пути и его ответвлений c древности до Средних веков

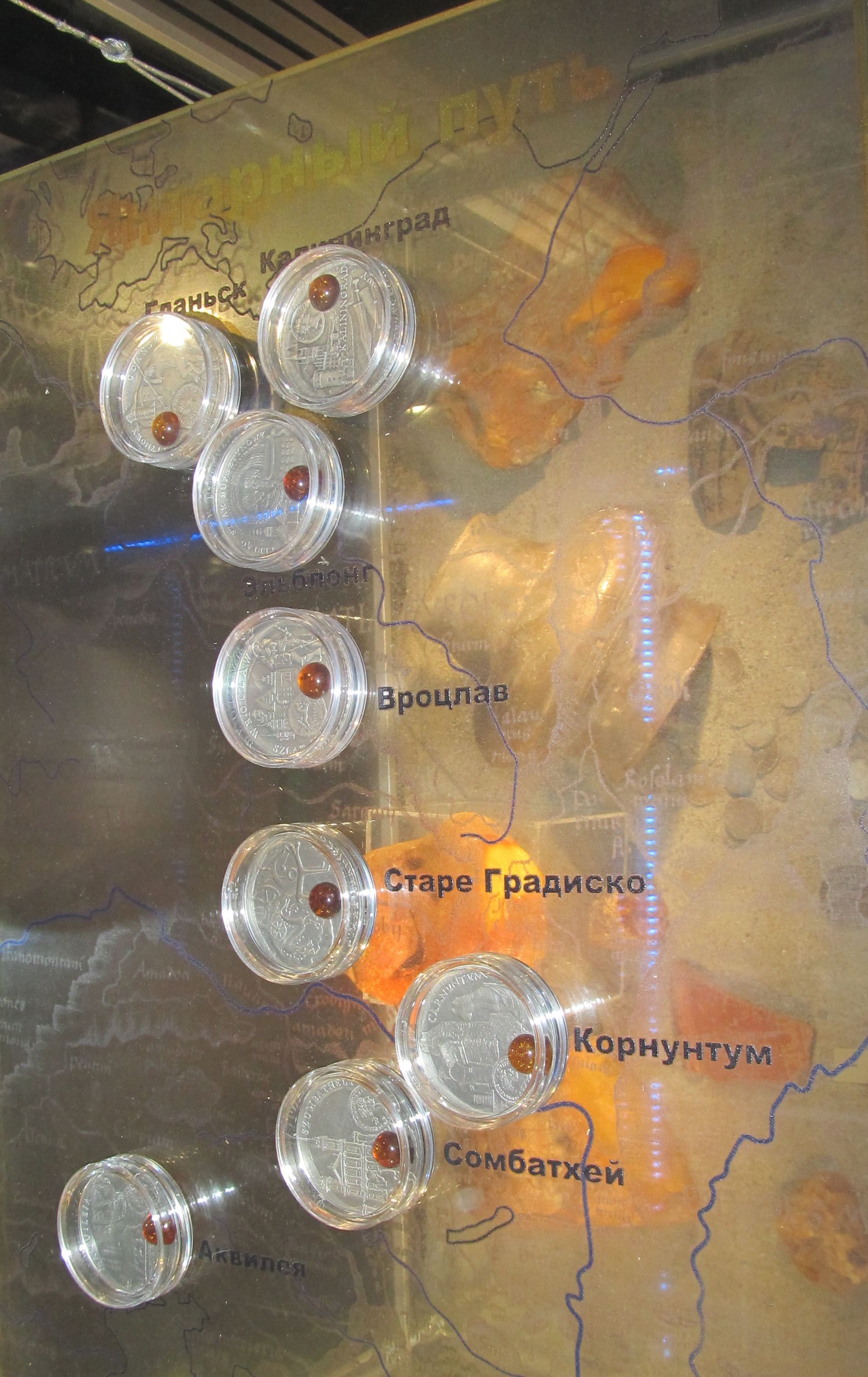
«Янтарный путь». Серия сувенирных монет. Номинал 1 новозеландский доллар и 5 новозеландских долларов. 2008—2011. Серебро. Позолота. Монетный двор республики Польша от имени острова Ниуэ. Из собрания Музея «Бункер», филиала Калининградского областного историко-художественного музея.

Янта́рный путь (Великий янтарный путь, Виндобонская стрела) — древний торговый путь, по которому уже в античности из Прибалтики в Средиземноморье доставлялся балтийский янтарь. О нём упоминает «отец истории» Геродот.
Тацит в «Германии» описывает обитающий на востоке Свебского моря народ эстиев, которые

«обшаривают и море и на берегу, и на отмелях единственные из всех собирают янтарь, который сами они называют глезом. Но вопросом о природе его и как он возникает, они, будучи варварами, не задавались и ничего об этом не знают; ведь он долгое время лежал вместе со всем, что выбрасывает море, пока ему не дала имени страсть к роскоши. У них самих он никак не используется; собирают они его в естественном виде, доставляют нашим купцам таким же необработанным и, к своему изумлению, получают за него цену».
Маршрут, по которому янтарь-сукцинит поступал к Средиземному морю, первоначально пролегал из Ютланда по рекам Рейн и Одер, а затем из Самбии по Висле и Дунаю. Новый Вислинский янтарный путь начала нашей эры назван польскими археологами Великим, или Главным. В 2000 году учёному Ежи Веловейскому удалось реконструировать эту римскую янтарную дорогу по находкам янтарного сырья и изделий.
Пунктом доставки камня-сырца являлся южный город Римской империи – Аквилея (на границе Италии и Словении). Высокого развития в эпоху принципата достигла в Аквилее техника обработки янтаря, который поставляли в город с побережья Балтики через римскую провинцию Паннония. Из порта Аквилея янтарные товары уплывали в Грецию, Египет, Сирию, Индию и другие далёкие страны.

## Предыстория
Изделия из балтийского янтаря были найдены в гробнице Тутанхамона (1400—1392 гг. до н. э.):  в Египетском музее Каира хранится корона Тутанхамона с жёлтым балтийским янтарём, окружённым бриллиантами, изумрудами и рубинами.
Уже к эпохе неолита сформировались центры добычи и обработки янтаря. Один из них располагался на северной части полуострова Ютланд (Дания). Ютландцы снабжали янтарём античные города-государства Средиземноморья до III века н.э., когда запасы оказались исчерпанными. Этому способствовал и подъём уровня вод Северного моря, которые затопили северную часть полуострова. Население стало искать новые земли для своего промысла. Археологи полагают, что часть ютландцев обрели новую родину в Самбии (часть Калининградской области), где находится крупное янтарное месторождение. Переселенцы принесли с собой черты материальной и духовной лужицкой культуры.

## История
«…и я не верю в то, что Эриданом варварами называется река, впадающая в северное море, откуда, как говорят, происходит янтарь…»
В среднем неолите намечается ряд путей проникновения янтарных изделий к востоку и северо-востоку Европы: это приморский путь, внутриматериковый прибалтийский путь по рекам Западная Двина, Пярну, Рауду, Эмайыги, а также Волго-Окский путь и путь по озёрам и рекам северо-запада современной России и Карелии (III тыс. до н. э.). В Карелии по р. Выг, Онежскому озеру, р. Свирь, Ладожскому озеру, р. Волхов, Ильменскому озеру, рекам Ловать и Зап. Двине янтарь от побережья Прибалтики мог попасть к Белому морю. Картографирование янтарных находок поздненеолитических памятников указывает на некоторые изменения в направлении и соотношении янтарных путей: появляются также Днепровский и Днестровский пути распространения неолитического восточноприбалтийского янтаря.
С середины II тыс. до н. э. в ходе контактов между прибрежными племенами Балтики, янтарь и изделия из него распространялся в отдалённые районы. Его ввоз в Восточное Средиземноморье фиксируется по крайней мере с микенских гробниц XVI в. до н. э., где были найдены бусы из балтийского янтаря. Изготовленные из него украшения обнаружены и на других памятниках микено—минойской цивилизации.
С начала I тыс. до н. э. в результате трансальпийской торговли этрусков с племенами центральной Европы янтарь поступает в средиземноморский регион. Расцвет торговли пришёлся на XVIII—VII вв. до н. э. Через альпийские горные проходы этрусские товары перенаправлялись в долины Рейна и Эльбы. Археологи обнаружили их в Польше, Дании, Южной Скандинавии.
В Средней Азии определились два направления торговых путей: Сырдарьинское и Амударьинское: активизируется торговля янтарём с середины I тысячелетия до н. э., особенно в первые века н. э., вплоть до V в. н. э. Следуя вдоль Сырдарьи, янтарь проникает в Ферганскую долину, активно охватывая её западные и юго-западные районы, и далее на восток, к границам Китая. В раннем средневековье внутренние пути становятся более разветвлёнными. На северо-восток — это Чуйская долина. На юго-восток — Зеравшанская долина, крайней восточной точкой оказывается Западный Памир, верховья реки Пяндж.
Если уже в неолите прибалтийский янтарь доходил до Волги, то есть основания предположить, что Волжско-Каспийское направление могло осваиваться значительно раньше VIII в. для продвижения на восток. И не только для прибалтийского сукценита, но и для приднепровско—карпатских ископаемых смол (первые — светлые, известные под названием «скифские», менее популярны, чем карпатские, более тёмных и сочных расцветок). Известно, что янтарные изделия часто встречаются в памятниках сарматского времени.

## Античность
На античность пришлась эпоха рассвета Янтарного пути, который тогда шёл из Восточной Прибалтики в Северную Италию. Первоначально он проходил к Ютландии и далее по Эльбе к верхнему течению Дуная, оттуда по реке Инн через долину Адидже в порт Спина на Адриатике — центр торговых контактов этрусков с греческим миром. Другое ответвление янтарного пути действовало с VI в. до н. э. Оно вело от Эльбы к истокам Рейна и затем через Восточную Галлию долиной Роны к греческой колонии Массалия (Марсель).
Затем, в Римскую эпоху, согласно реконструкции, сделанной в 2000 году учёным Ежи Веловейски по находкам янтарного сырья и изделий, основным стал путь из Самбии по Висле и Дунаю. Новый Вислинский янтарный путь начала нашей эры назван польскими археологами Великим, или Главным..

### Римские импорты
Импорты — это римские застёжки-фибулы для скрепления плаща (лат. pallium), поясные наборы и др. детали снаряжения, которые легионеры охотно обменивали на янтарь. Участники многосезонной Балтийской экспедиции Института археологии РАН подтвердили исток Великого янтарного пути на территории Калининградской области благодаря изучению таких находок.
Янтарная торговля, в значительной мере сосредоточившаяся в руках племенной аристократии эстиев, (балтов и германцев), а затем в V в. н. э. перешедшая в руки дружинных вождей, привела к появлению в земле юго-восточной Балтии редчайших даже на территории Империи изделий, вышедших из рук римских мастеров. Основной массив римских импортов, являвшихся средством «платежа» (точнее — обмена, иногда трофеями или дружескими/свадебными дарами) за янтарное сырьё, доставлявшееся по Великому янтарному пути по реке Висла (так называемый Висленский янтарный путь), находится в арсенале эстиев, древних обитателей Янтарного края — исторической Пруссии. Эти предметы вышли из различных провинциально-римских мастерских, включали в свой состав как их массовую продукцию, так и уникальные изделия:
- массовые серии:

 — римские стеклянные бусины;
 — римские монеты;
 — многочисленны фибулы различных типов.
- уникальные предметы:

 — бронзовая и стеклянная пиршественная посуда (котлы, кубки, сосуды, блюда, черпаки);
 — статуэтки;
 — римское оружие.

## Маршруты в Средневековье

### Западная часть
Торговые пути направления Восток — Запад ведут из двух конкурирующих торговых центров в старой Пруссии, Трусо (в районе дельты Вислы) и Каупа (в юго-западном углу Куршской лагуны), вдоль Балтийского моря в Ютландию, а оттуда вверх по Слиенскому заливу в Хайтабу (Хедебю), крупный торговый центр в Ютландии. Этот город, расположенный недалеко от современного города Шлезвиг, земля Шлезвиг-Гольштейн, был удобно расположен, его можно было достичь со всех четырёх сторон — по суше, а также с Северного и Балтийского моря.

### Неманский янтарный путь
Неманский торговый путь — трасса, связывавшая Центральную и Юго-Восточную Скандинавию, в частности о. Готланд, через ареалы пруссов, куршей и ряда иных балтских племён с Восточной Европой, с Каупом в качестве, вероятно, ключевого центра на балтийском побережье старой Пруссии.  Этот путь, в свою очередь, может представлять собой западный отрезок пути «из варяг в греки и из грек…», на юге завершавшегося в Константинополе. В последнее время накапливается банк данных находок скандинавского происхождения, свидетельствующих об активности торговых и военных операций по рекам Преголь, Инструч и Неман (Кулаков, Иов, 2001. с. 77), что позволяет предполагать серьёзную роль Неманского пути в системе межэтнических торговых контактов в Восточной Европе эпохи викингов.

### Северный янтарный путь
С берегов Балтики солнечный камень поступал по Северному янтарному пути в Древнюю Русь: в янтарные мастерские Пскова, Великого Новгорода, Старой Ладоги, Владимира, Рязани и далее через Урал в Китай.

## Туристический янтарный путь
В конце двадцатого века в рамках охраны культурного наследия Европы возникла программа создания туристических янтарных маршрутов. Они повторяют древние торговые пути от Балтийского моря до стран Средиземноморья.